# Terry Antonis
Terry Antonis (ur. 26 listopada 1993 w Bankstown) – australijski piłkarz greckiego pochodzenia, występujący na pozycji pomocnika w tajskim klubie Uthai Thani. W latach 2012–2015 trzykrotnyreprezentant Australii.  
W swojej karierze występował m.in. w takich klubach jak: Sydney, Melbourne Victory, Western Sydney Wanderers, Melbourne City, PAOK czy Suwon Samsung Bluewings. 